# MUSCLE
MUSCLE é frequentemente utilizado como um substituto para o Clustal, uma vez que normalmente (mas não sempre) dá melhor alinhamentos de seqüência e, além disso, o MUSCLE é significativamente mais rápido do que o Clustal, especialmente para alinhamentos maiores (Edgar 2004).
MUSCLE está integrado a ferramenta de bioinformática UGENE como um plugin.